# 71-я стрелковая дивизия
71-я стрелковая Тору́ньская Краснознамённая дивизия — воинское соединение Вооружённых Сил СССР в Великой Отечественной войне

## История
В начале 1930-х гг. в Сибирском военном округе (Западно-Сибирский край) формируется 71-я стрелковая дивизия имени Кузбасского пролетариата, состоящая из Юргинского, Кемеровского и Новосибирского стрелковых полков быстрого дивизионного развёртывания. В 1938 году они были развёрнуты в три новые стрелковые дивизии Сибирского военного округа РККА и весной 1941 было принято решение об их выведении на летние лагеря к старой Западной границе СССР (Белоруссия). Процесс упразднения 71-й стрелковой дивизии имени Кузбасского пролетариата СибВО длился с 1938 по 1941 год, в основном упразднение состоялось весной 1940.
Новая 71-я стрелковая дивизия РККА была сформирована к 10 июня 1940 года в Петрозаводске (ЛенВО) на основании директивы Наркома обороны № 0/2/104204 от 07.05.1940 на базе войск 1-го финского горно-стрелкового корпуса Финской Народной армии, комплектовалась карелами, финнами и ингерманландцами.
На 22.06.1941 соединение входило в состав 7-й армии; штаб дивизии с мая 1941 года находился в Соанлахти. Части дивизии занимали полосу обороны протяжённостью около 100 км на участке от посёлка Куолисмаа до посёлка Вяртсиля. 10.07—25.10.1941 участвовала в оборонительной операции 7-й армии в Карелии, действуя против войск финской Карельской армии (в составе которой действовала также германская 163-я пехотная дивизия). Дивизия приняла на себя главный удар превосходящих сил Карельской армии и была вынуждена отступить. При этом 367-й стрелковый полк, отрезанный от главных сил дивизии, был передан в состав 168-й стрелковой дивизии (также от главных сил дивизии был отрезан и штаб соединения, и он вынужден был возвращаться к дивизии кружным путём через Ленинград). Вместо него в дивизию поступил 131-й стрелковый полк, сформированный 27 июля из одноимённого запасного стрелкового полка.
В летних боях 1941 года особенно отличился 126-й стрелковый полк дивизии (командир — майор В. И. Валли), действовавший на правом фланге 71-й сд в значительной изоляции от её основных сил и противостоявший финской кавалерийской бригаде.
Под ударами превосходящих сил противника 71-я стрелковая дивизия постепенно отходила на восток. После потери Петрозаводска директивой Ставки ВГК № 002952 от 13.10.1941 соединение было выделено из 7-й армии и включено в состав вновь образованной Медвежьегорской ОГ Карельского фронта (с 10.03.1942 — 32-я армия). Всего с начала войны до 25.10.1941 дивизия потеряла 9780 человек, в том числе безвозвратно — 4703. Потери дивизии за ноябрь 1941 года составили 3459 человек (1663 безвозвратно), за декабрь — 1709 человек (1040 безвозвратно).
Участвовала в неудачной Медвежьегорской наступательной операции 03—10.01.1942. В дальнейшем занимала позиционную оборону. Потери дивизии за 1942 год (до убытия с Карельского фронта) составили: 
| Месяц    | Всего потерь | в том числе безвозвратные |
| -------- | ------------ | ------------------------- |
| январь   | 1256         | 270                       |
| февраль  | 635          | 256                       |
| март     | 255          | 18                        |
| апрель   | 222          | 18                        |
| май      | 156          | 11                        |
| июнь     | 125          | 10                        |
| июль     | 120          | 3                         |
| август   | 71           | 5                         |
| сентябрь | 108          | 6                         |

В октябре 1942 года дивизия переброшена на Волховский фронт (директива Ставки ВГК № 994224 от 05.10.1942) с дислокацией в Волхове с задачей «в случае наступления противника использовать в зависимости от обстановки в западном или юго-западном направлениях на Кириши» (с разрешения Ставки). До декабря 1942 года дивизия находилась во фронтовом резерве. В составе 2-й ударной армии Волховского фронта участвовала в наступательной операции «Искра» (14—30.01.1943). В феврале—марте 1943 года с другими силами армии передавалась в состав Ленинградского фронта. 30.04.1943 выведена в резерв Ставки ВГК и направлена в 27-ю армию, которая в 26.04.1943 передана в Степной ВО (Директива Ставки ВГК № 46123 от 25.04.1943).
Вновь в составе действующей армии — с 09.07.1943 (с преобразованием Степного ВО во фронт). В составе Воронежского фронта дивизия участвовала в Белгородско-Харьковской наступательной операции (наступательная фаза Курской битвы, 03—23.08.1943), затем — в наступлении Красной Армии на Левобережной Украине и форсировании Днепра, в том числе в Черниговско-Полтавской (26.08—30.09.1943), Лютежской (01.10—02.11.1943) и Киевской (03—13.11.1943) наступательных и Киевской оборонительной (13.11—22.12.1943) операциях.
После окончания Битвы за Днепр дивизия продолжает действовать в составе 1-го Украинского фронта, участвуя в операции по освобождению Правобережной Украины, в том числе в Житомирско-Бердичевской (24.12.1943—14.01.1944), Проскуровско-Черновицкой наступательных операциях. Далее дивизия принимает участие в Львовско-Сандомирской наступательной операции (13.07—29.08.1944), причём части дивизии участвовали в захвате и расширении Сандомирского плацдарма. 07.09.1944 дивизия выводится в резерв Ставки ВГК.
01.10.1944 соединение вновь поступило в действующую армию и вошло в состав 1-го Белорусского фронта.
В дальнейшем до конца войны дивизия сражается в Северной Польше. Первоначально 71-я стрелковая дивизия принимает участие в боях по расширению Сероцкого плацдарма на реке Нарев, продолжавшихся до 02.11.1944. С декабря 1944 года дивизия передаётся в состав 2-го Белорусского фронта.
С 14.01.1945 дивизия участвует в Восточно-Прусской наступательной операции, ведя наступление с Сероцкого плацдарма (Млавско-Эльбингская операция, 14—26.01.1945). Затем дивизия была задействована в Восточно-Померанской наступательной операции (10.02—04.04.1945). В ходе этой операции дивизия принимала участие в освобождении городов Модлин (18.01.1945), Торунь (01.02.1945), Хойнице (15.02.1945), Данциг (30.03.1945). За отличие при освобождении Торуни дивизии присвоено почётное наименование «Торуньская».
В рамках Берлинской операции дивизия была задействована в Штеттинско-Ростокской наступательной операции 2-го Белорусского фронта (16.04—08.05.1945).
Расформирована директивой Ставки ВГК № 11095 от 29.05.1945.

## Награды
- 5 апреля 1945 года — Почётное наименование «Торунская» — присвоено приказом Верховного Главнокомандующего № 059 от 5 апреля 1945 года за отличие в боях за овладение городом Торунь[3].
- 4 июня 1945 года —  Орден Красного Знамени — награждена указом Президиума Верховного Совета СССР от 4 июня 1945 года за образцовое выполнение заданий командования в боях с немецкими захватчиками при овладении городами Пренцлау, Ангермюнде и проявленные при этом доблесть и мужество[4].

Награды частей дивизии:
- 126-й стрелковый орденов Суворова[5] и Кутузова[6] полк
- 367-й стрелковый Сандомирский Краснознамённый[7] ордена Суворова[6] полк
- 131-й стрелковый Гданьский Краснознамённый[7] ордена Суворова[6] полк
- 237-й артиллерийский орденов Кутузова[5] и Богдана Хмельницкого (II степени)[6] полк
- 133-й отдельный самоходный артиллерийский Гдынский ордена Суворова дивизион

## Подчинение
- ЛенВО — с 07.05.1940 по 18.09.1940
- 7-я армия, ЛенВО — с 18.09.1940 по 24.06.1941
- 7-я армия, Северный фронт — с 24.06.1941 по 23.08.1941 года
- 7-я армия, Карельский фронт — с 23.08.1941 по 25.09.1941 года
- 7-я отдельная армия — с 25.09.1941 по 13.10.1941 года
- Медвежьегорская ОГ, Карельский фронт — с 13.10.1941 по 10.03.1942
- 32-я армия, Карельский фронт — с 10.03.1942 по октябрь 1942 года
- Волховский фронт — с октября по декабрь 1942
- 2-я ударная армия, Волховский фронт — с декабря 1942 по февраль 1943 года
- 2-я ударная армия, Ленинградский фронт — с февраля по март 1943 года
- 2-я ударная армия, Волховский фронт — с марта по 30.04.1943 года
- 27-я армия, Степной ВО — с 30.04 по 09.07.1943 года
- 27-я армия, Степной фронт — в июле 1943 года
- 27-я армия, Воронежский фронт — с июля по сентябрь 1943 года
- 50-й стрелковый корпус, 38-я армия, Воронежский фронт — с сентября по октябрь 1943 года
- 21-й стрелковый корпус, 38-я армия, 1-й Украинский фронт — с октября по декабрь 1943 года
- 22-й стрелковый корпус, 18-я армия, 1-й Украинский фронт — с декабря 1943 по март 1944 года
- 24-й стрелковый корпус, 13-я армия, 1-й Украинский фронт — с марта по 07.09.1944 года
- 47-й стрелковый корпус, 6-я армия, Резерв Ставки ВГК — с 07.09.1944 по 01.10.1944 года
- 47-й стрелковый корпус, 65-я армия, 1-й Белорусский фронт — с 01.10 по декабрь 1944 года
- 47-й стрелковый корпус, 70-я армия, 2-й Белорусский фронт — с декабря 1944 года

## Состав
- 52-й стрелковый полк (до 27.09.1941)
- 126-й стрелковый полк
- 367-й стрелковый полк
- 131-й стрелковый полк (с 27.07.1941)
- 20-й стрелковый полк (с 25.12.1941 по 01.03.1942)
- 230-й артиллерийский полк (до 07.1941)
- 237-й (гаубичный) артиллерийский полк
- 133-й отдельный самоходный артиллерийский дивизион
- 367-й миномётный дивизион (с 29.11.1941 по 19.10.1942)
- 74-я отдельная разведывательная рота
- 128-й отдельный сапёрный батальон
- 126-й отдельный батальон связи (628-я отдельная рота связи)
- 69-й отдельный медико-санитарный батальон
- 17-я отдельная рота химической защиты
- 193-я автотранспортная рота (19-й автотранспортный батальон)
- 166-я полевая хлебопекарня (29-й полевой автохлебозавод)
- 256-й дивизионный ветеринарный лазарет
- 193-я полевая артиллерийская ремонтная мастерская
- 234-я полевая почтовая станция
- 193-я полевая касса Государственного банка

## Командиры
- Сахнов, Семён Павлович (?.10.1938 — ?.01.1940), полковник[8][9];
- Анттила, Аксель Моисеевич (10.06.1940—02.01.1941), генерал-майор;
- Фёдоров, Василий Николаевич (02.01.1941—23.08.1941), полковник;
- Пепеляев, Михаил Федосеевич (25.08.1941—02.01.1943), полковник, с 01.10.1942 генерал-майор;
- Замировский, Никифор Матвеевич (06.01.1943—21.11.1943), генерал-майор;
- Беляев, Николай Захарович (22.11.1943—04.07.1944), полковник;
- Трунин, Василий Фёдорович (05.07.1944—28.07.1944), полковник;
- Беляев, Николай Захарович (06.08.1944—??.07.1945), полковник.

## Отличившиеся воины дивизии

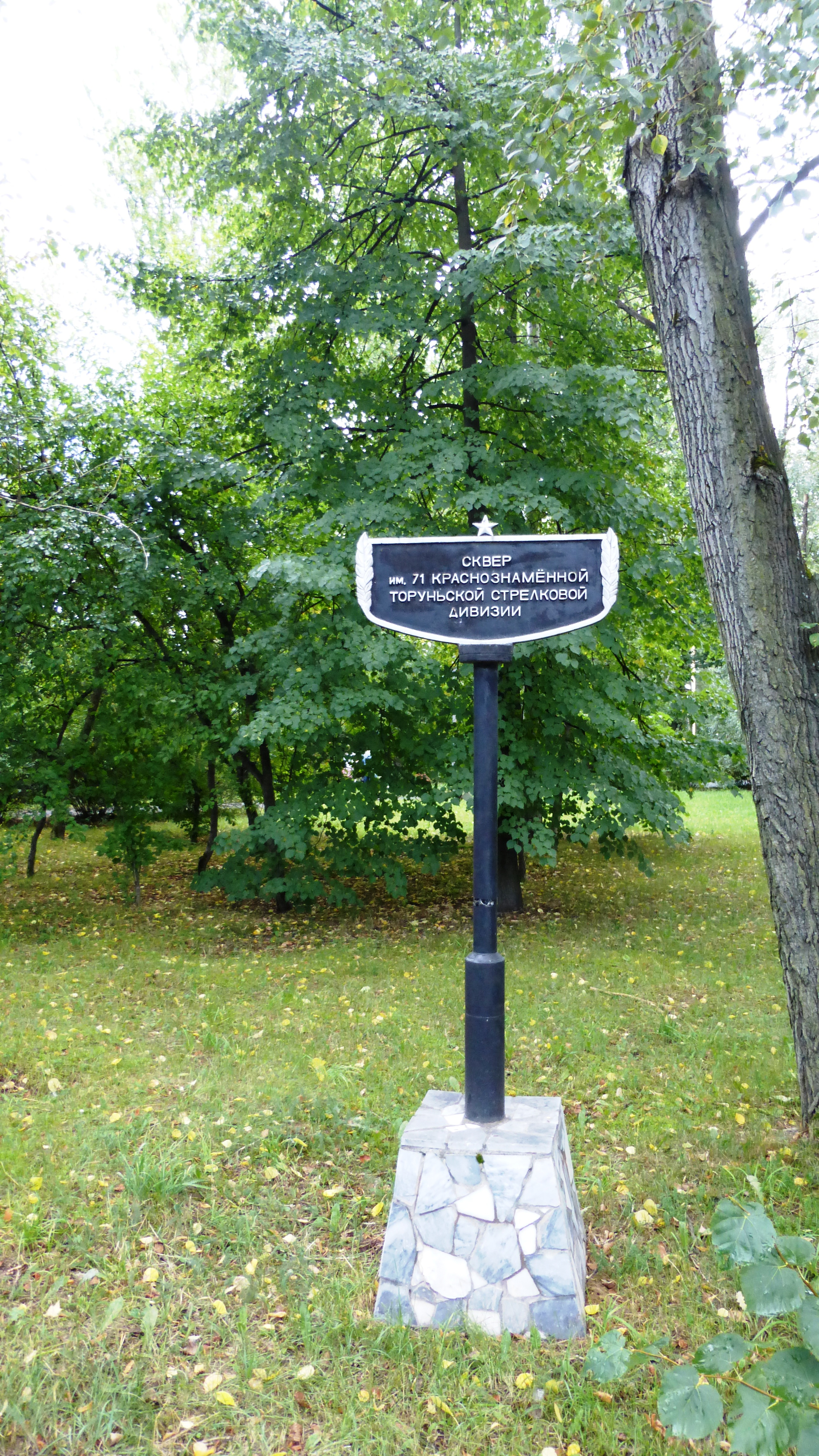
Памятный знак в сквере Петрозаводска

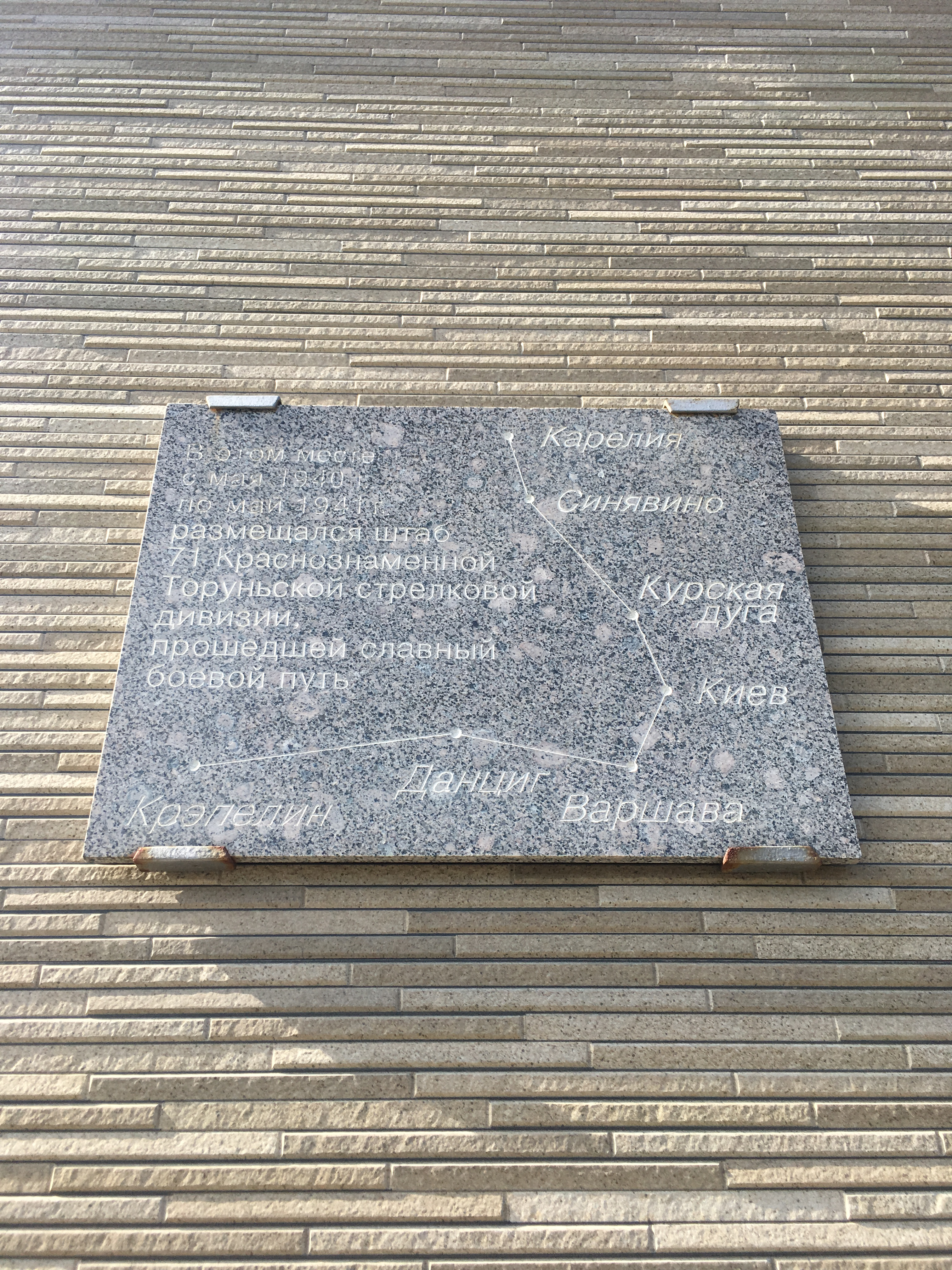
Мемориальная доска в Петрозаводске

- Астраханцев, Сергей Васильевич (1914—1943), командир роты 367-го стрелкового полка, старший лейтенант. Отличился в боях в р-не с. Шевченково (Великописаревский район Сумской области) 08.08.1943. При отражении контратак противника его рота нанесла врагу большой урон. Лично подбил 2 танка, был ранен, но не покинул поля боя. Погиб в этом бою. Звание Героя Советского Союза присвоено 25.08.1944 посмертно. Награждён орденом Ленина.
- Тикиляйнен, Пётр Абрамович (1921—1941), командир отделения 52-го стрелкового полка, младший сержант. С бойцами удерживал позицию в районе озера Юля-Толва-Ярви (Карельская АССР). 28.07.1941, отражая атаку противника, забросал его гранатами, а затем повёл бойцов в штыковую контратаку. В этом бою погиб. Звание Героя Советского Союза присвоено 20.11.1941 посмертно. Награждён орденом Ленина.

## Известные люди, связанные с дивизией
- Батраков, Матвей Степанович  —  С 05.1935 по 1936 служил в 212-м сп командиром батальона и пом. командира полка.

## Память
Именем дивизии в Петрозаводске назван сквер, установлена мемориальная доска.